# サクランボの聖母
『サクランボの聖母』（サクランボのせいぼ、独: Kirschenmadonna, 英: Madonna of the Cherries）は、イタリア・ルネサンスのヴェネツィア派の巨匠ティツィアーノ・ヴェチェッリオが1515年に制作した絵画である。構図の点でジョヴァンニ・ベッリーニの作品に大きな影響を受けている。元来、油彩で板上に描かれていたが、後にキャンバスに移し替えられている。17世紀は、レオポルト・ヴィルヘルム大公のコレクションにあり、ダフィット・テニールス (子) が大公の絵画コレクションを描いた作品中に模写された。現在、ウィーンの美術史美術館に所蔵されている。

## 作品
初期のティツィアーノは、伝統的な主題である「聖母子画」や「聖家族図」、あるいは聖母子を中心に複数の聖人が集う「聖会話」を多く制作しているが、図像学的には師のジョヴァンニ・ベッリーニと深くつながっている。
この作品はとりわけベッリーニの聖母子画のイコン的構図(前景に絵画面と平行に人物を並置し、聖母マリアの背後に幕を垂らす) と密接に関連しているが、各人物はいっそう自由な運動感と現実感を持ち、生気溢れる親密なコミュニケーションを交わしている。
『ジプシーの聖母』 (美術史美術館) と同様に、聖母マリアと幼子イエス・キリストは、幼い洗礼者ヨハネとともに前景の欄干と背後の布の間で三角形構図に収められている。三角形は、「永遠性」、「正当性」、「調和」を象徴する。聖母子は、両側に垂直に立っている聖人 (右側は聖ヨセフ、左側はヨハネの父ザカリア) などとポーズ、明暗の違いで対比されている。さらに、聖母子は理想的に描かれているのに対し、聖人たちは写実的に描かれている。
処女性の象徴であるサクランボを捧げる幼児ヨハネは、「ECCE AGNVS DEI」と書かれた巻紙を持っているが、アルブレヒト・デユーラーが1506年にヴェネツィアで描いた『ヒワの聖母』 (ベルリン絵画館) に登場する、スズランを持つ幼児ヨハネと類似しており、ザカリアの異様に克明な写実性を含め、デューラーの影響を推測させる。

## 絵画の劇場 (Theatrum Pictorium)
この絵画は、ダフィット・テニールス (子) がレオポルト・ヴィルヘルム大公の芸術コレクションの目録として出版した1659年と1673年の著作『絵画の劇場』 (目録にある絵画をもとに様々な画家が制作したエングレービングからなる) に記録されている。

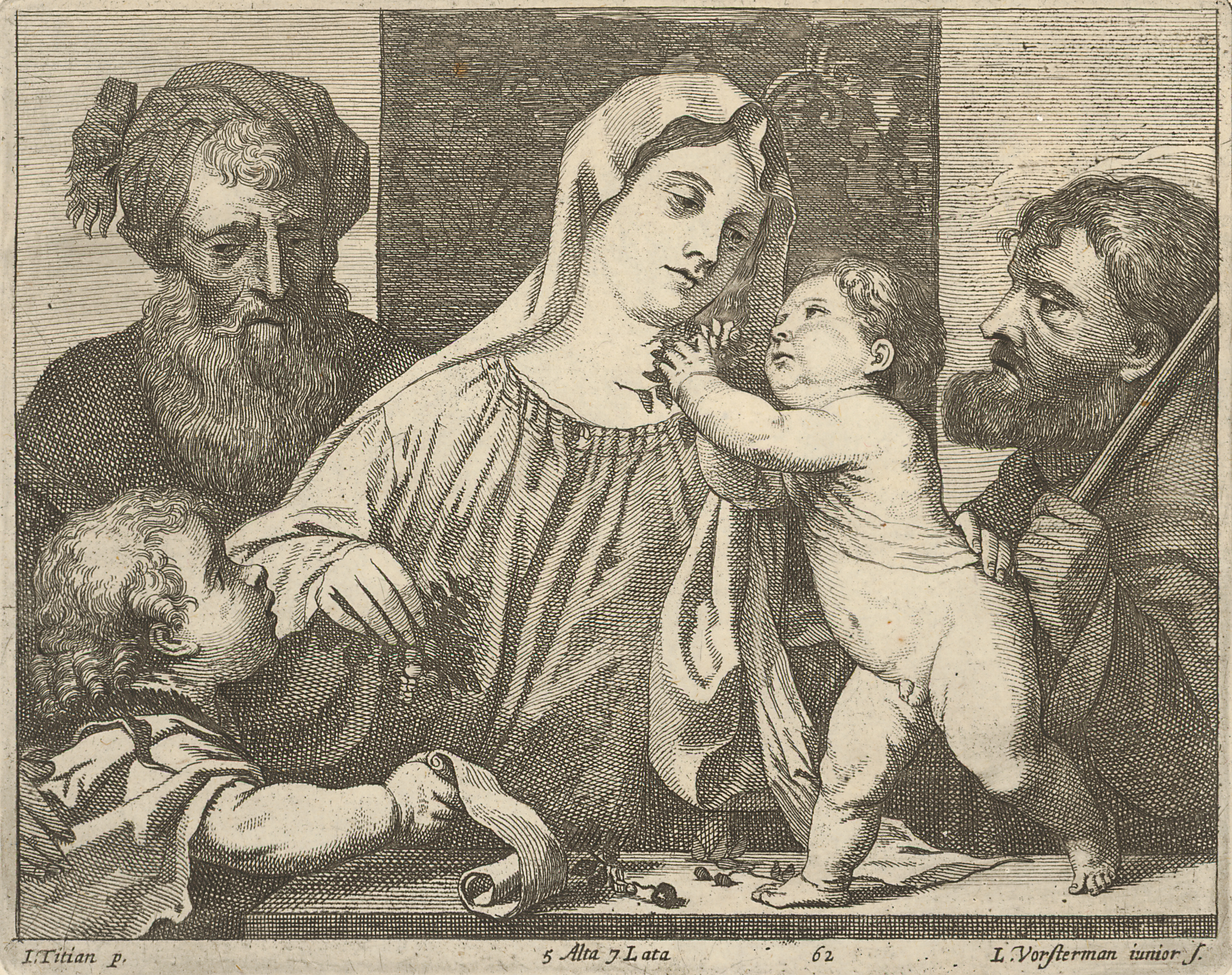
『絵画の劇場（英語版）』に載っている1673年のルーカス・フォステルマン（英語版）によるエングレービング。『サクランボの聖母』にもとづく。
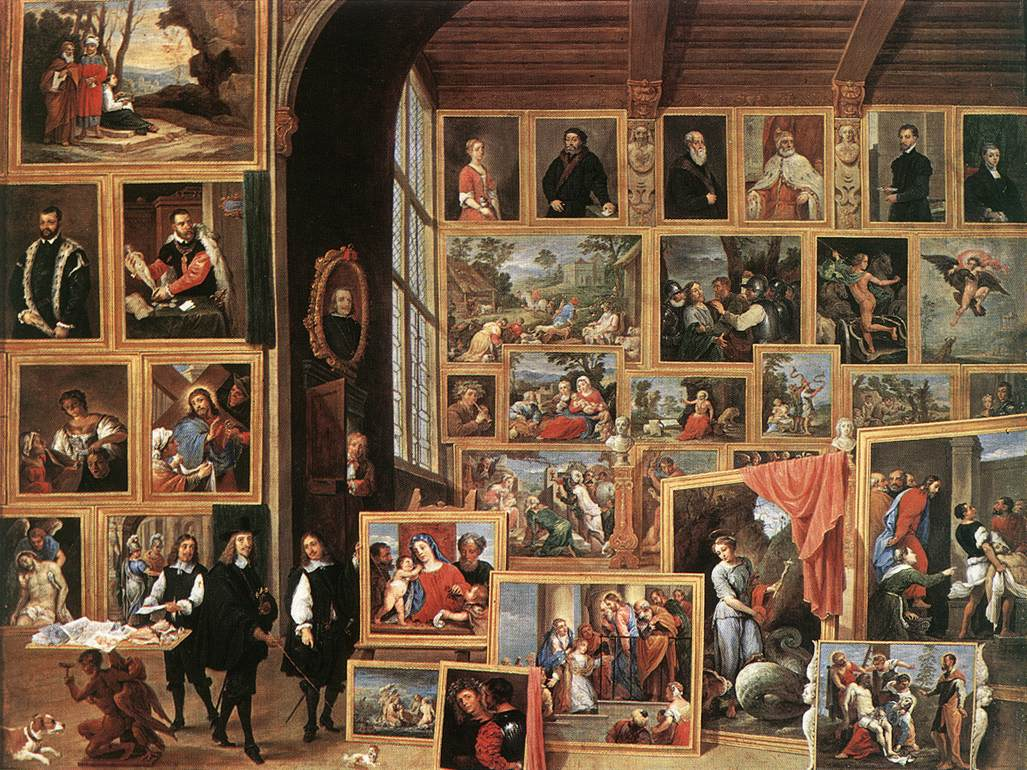
テニールス『ブリュッセルのレオポルト・ヴィルヘルム大公の画廊』 (1640年)
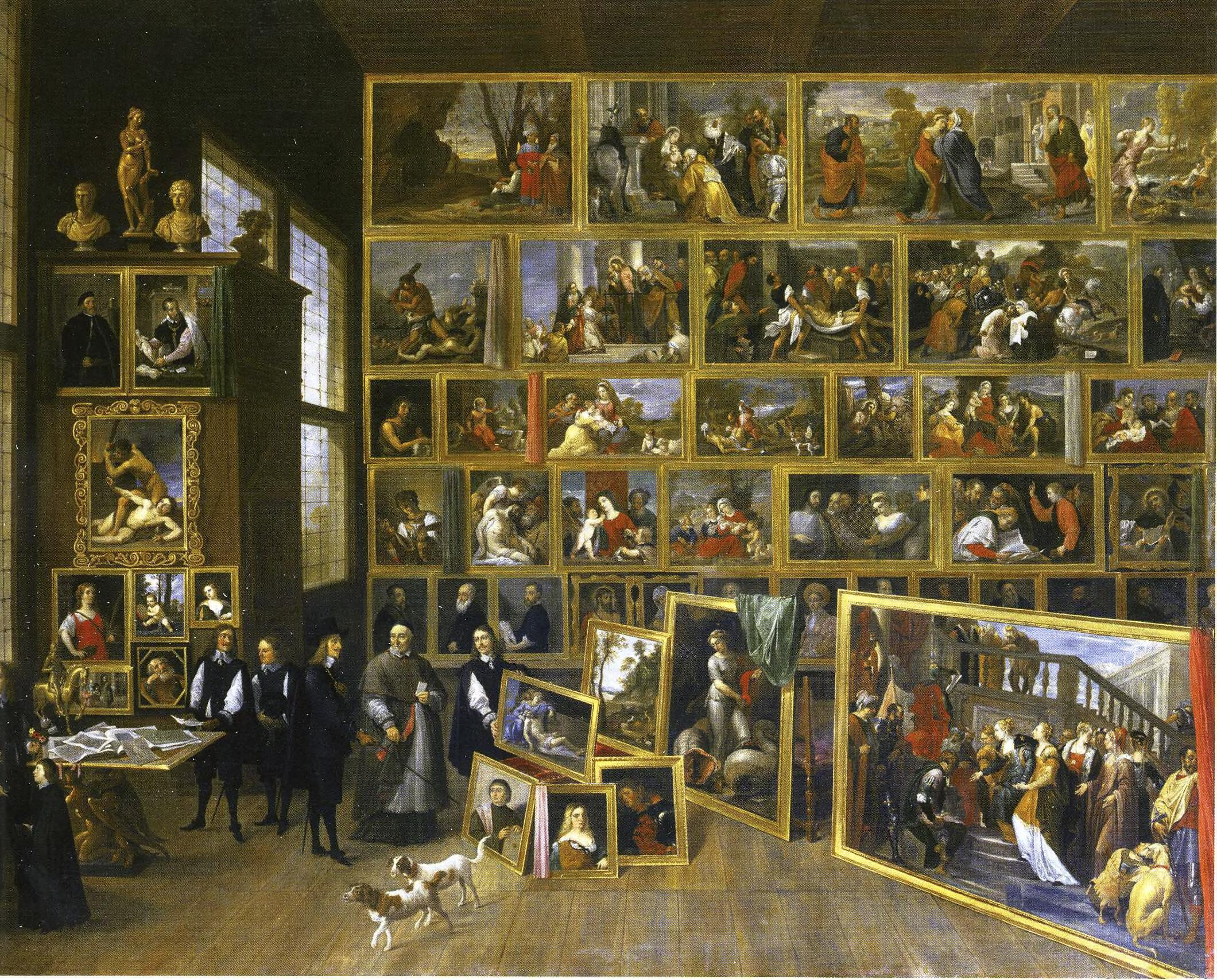
テニールス『ブリュッセルのレオポルト・ヴィルヘルム大公の画廊』（英語版） (1651年)